# Neostempellina reissi
Neostempellina reissi är en tvåvingeart som beskrevs av Caldwell 2000. Neostempellina reissi ingår i släktet Neostempellina och familjen fjädermyggor. Inga underarter finns listade i Catalogue of Life.